# Ипекчи, Абди
Абди Ипекчи (9 августа 1929, Стамбул — 1 февраля 1979, там же) — турецкий журналист, интеллектуал и правозащитник.

## Биография
Родился в Стамбуле. В 1948 году окончил Галатасарайский лицей. Работал в газете «Yeni Sabah», затем в издании «Yeni İstanbul». В 1954 году начал работать в леволиберальной газете «Milliyet», в 1959 году стал её главным редактором.
Ипекчи был сторонником отделения церкви от государства, нормализации отношений с Грецией, выступал за права меньшинств, живущих в Турции.

## Убийство
1 февраля 1979 года Абди Ипекчи был убит Мехметом Агджа и Оралом Челиком, боевиками ультранационалистической группировки Бозкурт. Позднее Агджа был арестован и приговорён к пожизненному заключению, но сбежал из тюрьмы через 6 месяцев.
Ипекчи был похоронен на кладбище Зинджирликую. У него остались жена и двое детей.

## Память
Улица, на которой жил и погиб журналист, была переименована в его честь. В очередную годовщину его смерти, 1 февраля 2000 года, на улице был возведён памятник в честь Ипекчи.
Также в его честь была названа спортивная арена.
В 1981 году была учреждена премия мира и дружбы Ипекчи, которая вручается людям, внесшим вклад в улучшение взаимоотношений между Грецией и Турцией.